# Tomislav Duka
Tomislav Duka (Spalato, 7 settembre 1992) è un calciatore croato, portiere del Dugopolje.

## Palmarès

### Club

#### Competizioni nazionali
- Campionato rumeno: 1

CFR Cluj: 2017-2018
- Coppa di Lituania: 2

Žalgiris: 2021, 2022
- Campionato lituano: 2

Žalgiris: 2021, 2022
- Supercoppa di Lituania: 1

Žalgiris: 2023